# Park Josaphat
Park Josaphat (fr. Parc Josaphat,  nid. Josaphatpark) – duży park miejski w stylu angielskim (30 ha) w centrum Schaerbeeku w Brukseli, w obrębie ulic Chaussée de Haecht, Avenue Chazal, Boulevard Lambermont, Avenue Ernest Renan, Avenue du Suffrage Universel, Avenue Voltaire, Avenue des Azalées i Avenue Général Eisenhower.

## Położenie
Park jest zlokalizowany w centrum Schaerbeeku w Brukseli, w dolinie Roodenbeek, w obrębie ulic Chaussée de Haecht od północy, Avenue Chazal od południa, Boulevard Lambermont od wschodu, a od zachodu: Avenue Ernest Renan, Avenue du Suffrage Universel, Avenue Voltaire, Avenue des Azalées i Avenue Général Eisenhower. W dolnej części parku znajduje się rumosz skalny, w środkowej – staw otoczony przez system krętych ścieżek, a w górnej – rozległy trawnik.

## Historia
Park angielski projektu Edmonda Galoppina (1851–1919) został otwarty w 1904 roku przez króla Belgów Leopolda II Koburga (1835–1909). Nazwa parku nawiązuje do Doliny Jozafata ze względu na podobieństwo terenu – nazwę miał nadać tym terenom pielgrzym, który wrócił z Ziemi Świętej w 1574 roku. 
W parku rozmieszczono wiele rzeźb, m.in. dłuta Edmonda Lefevera (1839–1911), Alberta Desenfansa (1845–1938), Jules’a Lagae’a (1862–1931) i Victora Rousseau (1865–1954). 
W 1974 roku w parku urządzono centrum sportowe z boiskiem do gry w piłkę nożną. W latach 2006–2011 przeprowadzono gruntowną jego renowację.

## Pomniki przyrody
Na terenie parku znajduje się wiele drzew będących pomnikami przyrody, m.in.:   
| Nazwa                    | Nazwa łacińska          | Obwód w cm |
| ------------------------ | ----------------------- | ---------- |
| Topola kanadyjska        | Populus x canadensis    | 525        |
| Platan klonolistny       | Platanus x hispanica    | 490        |
| Kasztanowiec zwyczajny   | Aesculus hippocastanum  | 392        |
| Jesion wyniosły          | Fraxinus excelsior      | 383        |
| Lipa srebrzysta          | Tilia tomentosa         | 362        |
| Wierzba płacząca         | Salix × sepulcralis     | 290        |
| Skrzydłorzech kaukaski   | Pterocarya fraxinifolia | 283        |
| Cypryśnik błotny         | Taxodium distichum      | 258        |
| Klon jawor               | Acer pseudoplatanus     | 249        |
| Lipa długoogonkowa       | Tilia × petiolaris      | 236        |
| Cedrela chińska          | Cedrela sinensis        | 212        |
| Klon jesionolistny       | Acer negundo            | 185        |
| Cis pospolity            | Taxus baccata           | 167        |
| Ambrowiec balsamiczny    | Liquidambar styraciflua | 152        |
| Tulipanowiec amerykański | Liriodendron tulipifera | 137        |
| Dereń jadalny            | Cornus mas              | 79         |